# 마이클 트레비노
마이클 트레비노(Michael Trevino, 1985년 1월 25일 ~ )는 미국의 배우이다.

## 출연 작품
- 선셋 파크 (2017)
- 킹메이커 (2015)
- 더 팩토리 (2011)
- 러브 파인즈 어 홈 (2009)
- 철없는 자매의 개과천선 프로젝트 (2006)

### 텔레비전
- 커맨더 인 치프 (2005)
- 더 리치스 (2007-08, The Riches)
- 90210 (2008)
- 뱀파이어 다이어리 (2009-17)